# 三浦学苑高等学校
三浦学苑高等学校（みうらがくえんこうとうがっこう）は、神奈川県横須賀市衣笠栄町に所在する私立高等学校。2009年に創立80周年を迎え、学校名を三浦高等学校から現在の三浦学苑高等学校に変更した。

## 沿革
- 1929年 - 前身の三浦中学校開校
- 1940年 - 神奈川県三浦中学校に改称。
- 1948年 - 学制改革により三浦高等学校に改称。
- 1959年 - 工業科設置。
- 1960年 - 男女共学化。
- 1986年 - 普通科文理コース設置。
- 1994年 - 普通科音楽選択コース設置。
- 1997年 - 電気科電気コース、情報技術コース設置。
- 2009年 - 創立80周年、三浦学苑高等学校に改称。
- 2013年 - 普通科に特進コースを設置。
- 2014年 - 工業技術科に改編し、機械コース、電気コース、情報コースを設置。
- 2020年 - 普通科にIBコースを設置。
- 2022年 - 工業技術科をものづくりコース、デザインコースに再編。

## 設置学科
- 全日制
  - 普通科
    - 特進コース
    - 進学コース
    - 普通コース
    - IBコース（2020年度新設）
    - 音楽選択コース（2017年度から募集なし）

  - 工業技術科
    - ものづくりコース
    - デザインコース

## 生徒会

### 生徒会執行部

#### 組織形態
※2017年度現在
- 会長 1名
- 副会長 2名
- 書記 2名
- 会計 2名

#### 活動内容
- 朝のあいさつ運動[1]
- 学校行事の企画・運営
- 生徒会役員選挙の運営
  - 選挙管理委員会の発足
  - 立候補者による選挙活動の補助
- 国際ロータリー 第2780地区 インターアクトクラブ

## 部活動

### 体育部
★は強化指定部
- ★硬式野球部：第92回選抜高等学校野球大会21世紀枠神奈川県推薦校
- ★軟式野球部 :全国高等学校軟式野球選手権大会3回出場(2014年、2019年、2022年）、国体2回出場（2014年、2022年）
- ★サッカー部：2012年インターハイ優勝　インターハイ2回出場（2012年、2018年）
- ★卓球部：インターハイ28回出場（1951年、1953年、1954年、1955年、1956年、1957年、1960年、1961年、1963年、1964年、1965年、1983年、1984年、1986年、1989年、1990年、1991年、1992年、2000年、2009年、2010年、2011年、2013年、2014年、2018年、2022年、2023年、2024年）
- ★陸上競技部
- 男子バスケットボール部
- 女子バスケットボール部
- ★男子バレーボール部
- ★女子バレーボール部：春の高校バレー2回出場（2019年、2023年）、インターハイ2回出場（2019年、2022年）
- ★水泳部
- バドミントン部
- 剣道部
- ★女子柔道部：インターハイ団体2回出場（2009年、2011年）
- 弓道部：2018年インターハイ女子個人出場、2019年全国高等学校弓道選抜大会女子個人出場
- チアダンス部 （同好会から昇格）
- ★女子サッカー部：2021年創部
- 硬式テニス部(2023年度より同好会から部に昇格)

### 文化部
- 茶道部
- 美術部
- ★吹奏楽部
- 漫画部
- 写真部
- 書道部
- 科学部（2017年度より部に昇格）

### 同好会
- ゴルフ同好会
- 軽音楽同好会

## 研究会
研究会は、工業技術科独自な活動を目的して設立された活動で部活動とは別の組織。
現在は工業技術科の生徒を中心にモノづくりに興味のある普通科の生徒も活動している

### ロボット研究会
電気、機械、情報に関する総合的な技術を学ぶことができる活動。
車体設計、機械加工、プログラミングを行い各種ロボットコンテストへ参加している。
主に　マイコンカーラリー、ETロボコン、宇宙エレベーター、ロボットアメリカンフットボールに参加している
ETロボコンでは南関東唯一の高校生チームである。(対戦相手は大手企業)
また、地元の「こども園」等に訪問しロボットのプログラミング体験を行っている。
| 年     | 競技名                                       | 競技クラス                        | 入賞内容                                                                            | 備考                                                        |
| ------ | -------------------------------------------- | --------------------------------- | ----------------------------------------------------------------------------------- | ----------------------------------------------------------- |
| 2013年 | ETロボコン2013                               | プライマリークラス                |                                                                                     | 参加                                                        |
| 2014年 | ルネサスマイコンカーラリー2014夏             | ベーシッククラス                  | 4位 5位                                                                             | 4位の車体が決勝トーナメント進出                             |
| 2014年 | 宇宙エレベーター競技会                       | spider                            | チーム PHOENIX - 総合優勝 - スピード賞 - ポスター賞 - プレゼン賞                    | 100M上昇24秒                                                |
| 2015年 | ルネサスマイコンカーラリー2015春             | ベーシッククラス                  | 3位                                                                                 |                                                             |
| 2015年 | ルネサスマイコンカーラリー2015春             | マイコンレーサー                  | 3位 5位 8位                                                                         |                                                             |
| 2015年 | ルネサスマイコンカーラリー2015夏             | アドバンスクラス                  | 50位                                                                                | 完走                                                        |
| 2015年 | 宇宙エレベーター競技会                       | spider(カスタム)                  | チーム PHOENIX - 総合準優勝 - ブレーキ賞 - デザイン賞 - 制御システム賞              |                                                             |
| 2015年 | 宇宙エレベーター競技会                       | spider(ノーマル)                  | チーム エンデュミオン - 総合3位 - インストール部門賞 - プレゼン賞 - セーフティー賞  | インストール74秒(記録会で16秒)                              |
| 2015年 | 第11回ロボットアメリカンフットボール全国大会 | 高校生の部                        |                                                                                     | 参加                                                        |
| 2016年 | ルネサスマイコンカーラリー2016夏             | アドバンスクラス                  | 29位                                                                                | 55.8M 15.97秒                                               |
| 2016年 | 第17回ジャパンマイコンカーラリー             | アドバンスクラス                  | 2位 4位                                                                             | 2位の車体が全国大会進出                                     |
| 2016年 | 第17回ジャパンマイコンカーラリー             | ベーシッククラス                  | 3位                                                                                 | 全国大会進出                                                |
| 2016年 | 宇宙エレベーター競技会                       | spider(スーパー)                  | チーム PHOENIX-Ⅱ - 総合準優勝 - ポスター賞                                          |                                                             |
| 2016年 | 宇宙エレベーター競技会                       | spider(カスタム)                  | チーム エンデュミオン - 総合優勝 - プレゼン賞 - スピード部門賞 - インストール部門賞 | 100M 28.9秒 (頂上部でバンパーにスタック) インストール27.1秒 |
| 2016年 | 宇宙エレベーター競技会                       | spider(ノーマル)                  | チーム HIEN - 重量部門賞                                                            | 総重量2.15Kg                                                |
| 2016年 | ロボットアメリカンフットボール全国大会       | 高校生の部                        |                                                                                     | 参加                                                        |
| 2017年 | ルネサスマイコンカーラリー2017春             | アドバンスクラス ベーシッククラス |                                                                                     | 参加                                                        |
| 2017年 | 宇宙エレベーター競技会                       |                                   |                                                                                     | 参加                                                        |
| 2017年 | ロボットアメリカンフットボール全国大会       | 高校生の部                        |                                                                                     | 参加                                                        |
| 2018年 | 宇宙エレベーター競技会                       | spider(スーパー)                  | チーム PHOENIX-Ⅱ - 計測・制御部門賞                                                 |                                                             |
| 2018年 | 宇宙エレベーター競技会                       | spider(カスタム)                  | チーム エンデュミオン - スピード賞                                                  |                                                             |
| 2018年 | ロボットアメリカンフットボール全国大会       | 高校生の部                        |                                                                                     | 参加                                                        |
| 2019年 | 第20回ジャパンマイコンカーラリー             | アドバンスクラス                  | 4位                                                                                 | 全国大会進出                                                |
| 2019年 | 第20回ジャパンマイコンカーラリー             | ベーシッククラス                  | 3位                                                                                 |                                                             |
| 2019年 | 宇宙エレベーター競技会                       | spider                            | チーム PHOENIX - チャレンジ賞                                                       | 新型コロナウイルスの影響で一部中止                          |
| 2019年 | 宇宙エレベーター競技会                       | spider                            | チーム エンデュミオン - 努力賞                                                      | 新型コロナウイルスの影響で一部中止                          |

### 機械研究会
工作機器・設計に関する技術を学ぶことができる。

### 電気研究会
電気・電子・プログラムに関する技術を学ぶことができる。

### 情報研究会
PCを使う総合的な技術を学ぶことができる。
- MOS世界学生大会2019日本予選 高等学校・高等専門学校・高等専修学校部門 PowerPoint2013 日本予選入賞 二次選考進出

第2回全国高校eスポーツ選手権 に出場し、全国ベスト32
第5回全国高校eスポーツ選手権　ロケットリーグ部門　予選　全国ベスト8

## 交通
- 横須賀線（JR東日本）衣笠駅より徒歩5分
- 京浜急行電鉄本線汐入駅下車、京浜急行バス「衣笠駅行」乗車、バス停「三浦高校前」下車すぐ
- 京浜急行電鉄本線横須賀中央駅下車、京浜急行バス「衣笠駅行」乗車、終点「衣笠駅」より徒歩5分

## 著名な出身者
- 古川あおいアン（バレーボール選手：岡山シーガルズ）※中退
- ワシントン錦（バスケットボール選手・日立ハイテク クーガーズ）